# Kirchstein (Kirchanschöring)

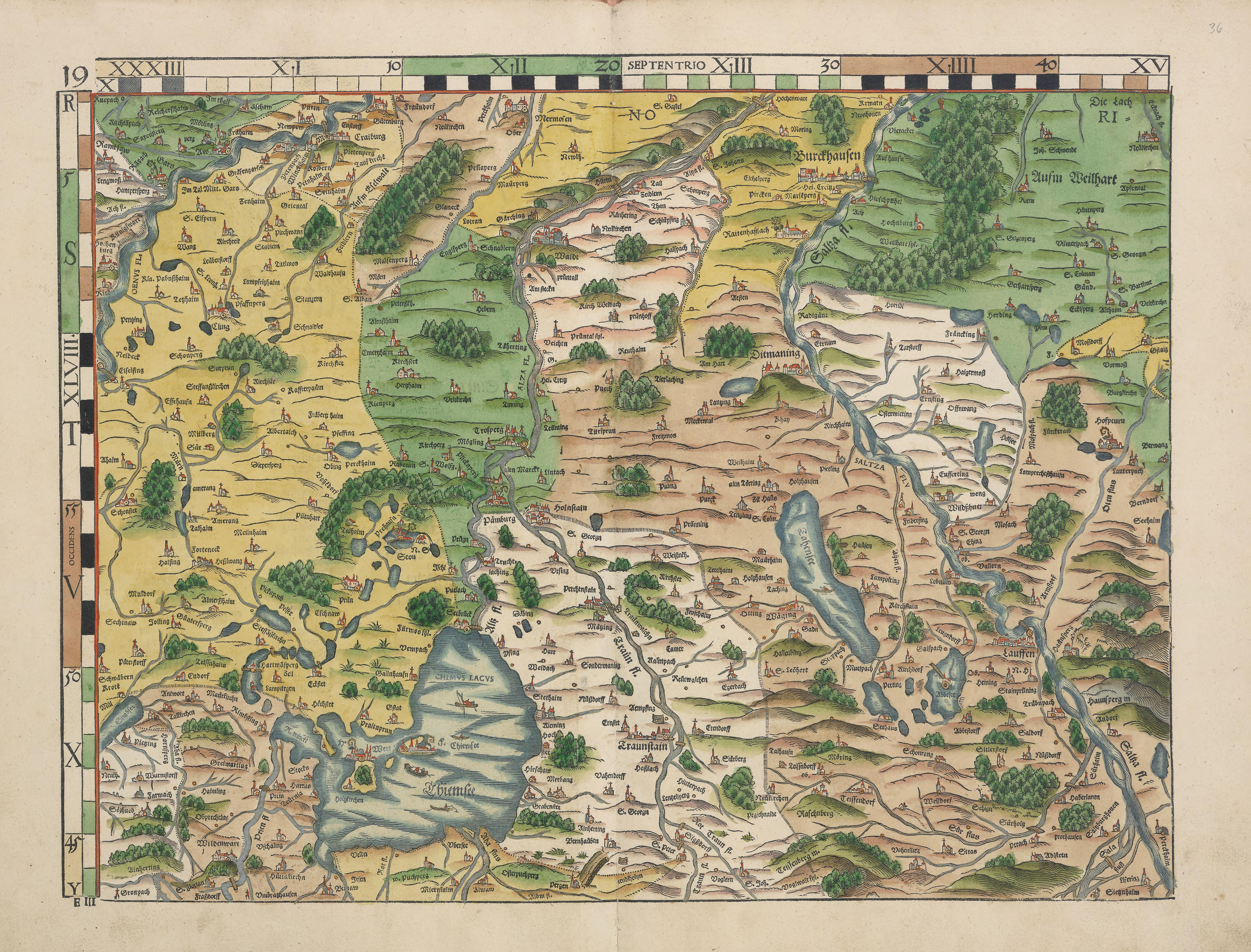
„Kirchstain“ auf Philipp Apians Bairischen Landtafeln von 1568

Kirchstein ist ein Gemeindeteil der Gemeinde Kirchanschöring im oberbayerischen Landkreis Traunstein. Das Pfarrdorf liegt südöstlich von Lampoding auf einer Geländekuppe.

## Geschichte
Der Ort wurde 1454 erstmals urkundlich erwähnt. Ursprünglich gab es nur das Kirchengebäude mit Friedhofsummauerung und das südlich davon gelegene Mesnerhaus. Ab der Mitte des 19. Jahrhunderts entwickelte sich die heute mit Lampoding zusammengewachsene dörfliche Besiedlung.

## Baudenkmäler
- Katholische Pfarrkirche St. Ägidius

Siehe: Liste der Baudenkmäler in Kirchanschöring#Weitere Ortsteile

## Bodendenkmäler
Siehe: Liste der Bodendenkmäler in Kirchanschöring